# 주필리핀 타이베이 경제문화판사처
주필리핀 타이베이 경제문화판사처(駐菲律賓臺北經濟文化辦事處)는 필리핀 마닐라에 주재하는 중화민국의 외교 공관이다. 주필리핀 중화민국 대사관의 기능을 한다. 필리핀과 중화민국 양국간의 외교관계가 부재한 관계로 타이베이 대표부의 형식으로 개설되었다.

## 역사
1975년 11월 중화민국과 필리핀이 단교를 하여 대표부인 태평양 경제문화센터(Pacific Economic and Cultural Center)가 설치되었다. 1989년에 현재의 명칭인 주필리핀 타이베이 경제문화판사처(駐菲律賓臺經濟文化辦事處)로 개명되었다. 필리핀은 중화민국에 마닐라경제문화판사처(馬尼拉經濟文化辦事處)를 설치하였다.

## 같이 보기
- 중화민국 외교부